# Valkyrie (Marvel)
Valkyrie is het alter ego van Brunnhilda en is een fictieve superheldin uit de strips van Marvel Comics, en een van de leden van de Verdedigers.

## Geschiedenis
Valkyrie is een lid van de Walkuren uit de Noorse Mythologie. Een Walkure begeleidt dapper gesneuvelde helden naar hun laatste rustplaats, het Walhalla.

## Biografie
Brunnhilda wordt door Odin naar de aarde toegezonden om Loki's duistere plannen tegen te gaan.

## Krachten en vaardigheden
Valkyrie is een Asgardiaanse. Hierdoor is ze zo'n 10 tot 15 maal sterker dan een gewoon mens. De Walkure is een uitstekende vechtster, en een meester-zwaardvechtster. Zij kan de zielen van de doden begeleiden naar andere rijken.

## Wapens en transport
Zij heeft een tweesnedig breedzwaard genaamd 'Drakentand' (voorheen gebruikte ze even "The Ebony Blade", voordat ze dit terugbezorgde aan de rechtmatige eigenaar van het zwaard: The Black Knight). Verder rijdt ze op een gevleugeld paard, genaamd Aragorn, dat voorheen aan The Black Knight heeft toebehoord.

## Marvel Cinematic Universe
Sinds 2017 verscheen dit personage in het Marvel Cinematic Universe en wordt vertolkt door Tessa Thompson. Valkyrie woont op een planeet ver in de ruimte en komt op een dag Hulk tegen die op haar planeet strandde, ze maakt van hem een strijder die om de zoveel tijd moet strijden in een arena. In de maanden die volgen veranderd de Hulk niet meer naar zijn mens vorm. Na 2 jaar belandt ook Thor op de planeet, ze neemt hem gevangen en laat hem in de arena strijden tegen de Hulk. Wanneer Valkyrie erachter komt dat haar thuisplaneet Asgard onder leiding is van de godin des doods Hela, gaat ze samen met Hulk en Thor naar Asgard. Ze gaan de strijd met haar aan, wanneer ze weten dat ze het gevecht niet kunnen winnen laten ze Asgard met Hela erop vernietigen terwijl ze met Thor, Hulk, Loki en de overlevenden van hun planeet vluchten in een enorm ruimteschip. Terwijl hum ruimteschip later aangevallen wordt door Thanos en de Black Order verlaat Valkyrie met een deel van de bevolking het schip. Vijf jaar later zien we dat Valkyrie en de overgebleven bevolking nu leven op de aarde in de plaats New-Asgard. Uiteindelijk voegt Valkyrie zich ook in de strijd met alle superhelden tegen Thanos. Hierna wordt ze de koning van New Asgard, en vecht ze samen met Thor en Jane Foster tegen Gorr the God Butcher. Valkyrie is onder andere te zien in de volgende films:
- Thor: Ragnarok (2017)
- Avengers: Endgame (2019)
- Thor: Love and Thunder (2022)
- The Marvels (2023)
- What If...? (2023-2024) (stem) (Disney+)